# Dobrejance
Dobrejance (Servisch cyrillisch Добрејанце) is een plaats in de Servische gemeente Vranje. De plaats telt 84 inwoners (2002).